# Trstenik (Marija Gorica)
 Trstenik  falu Horvátországban Zágráb megyében. Közigazgatásilag Marija Goricához tartozik.

## Fekvése
Zágrábtól 20 km-re északnyugatra, községközpontjától  3 km-re délkeletre a marija goricai előhegységben fekszik.

## Története
A falunak 1857-ben 163, 1910-ben 275 lakosa volt. Trianon előtt Zágráb vármegye Zágrábi járásához tartozott. 2011-ben 355 lakosa volt.

## Lakosság
| Lakosság változása | Lakosság változása | Lakosság változása | Lakosság változása | Lakosság változása | Lakosság változása | Lakosság változása | Lakosság változása | Lakosság változása | Lakosság változása | Lakosság változása | Lakosság változása | Lakosság változása | Lakosság változása | Lakosság változása | Lakosság változása |
| ------------------ | ------------------ | ------------------ | ------------------ | ------------------ | ------------------ | ------------------ | ------------------ | ------------------ | ------------------ | ------------------ | ------------------ | ------------------ | ------------------ | ------------------ | ------------------ |
| 1857               | 1869               | 1880               | 1890               | 1900               | 1910               | 1921               | 1931               | 1948               | 1953               | 1961               | 1971               | 1981               | 1991               | 2001               | 2011               |
| 163                | 187                | 193                | 248                | 250                | 275                | 269                | 297                | 288                | 278                | 290                | 238                | 263                | 258                | 311                | 355                |

## Külső hivatkozások
Marija Gorica község hivatalos oldala